# Du & jag
För andra betydelser, se Du och jag.
Du & jag är en svensk dramafilm från 2006 i regi av Martin Jern och Emil Larsson. Filmen hade premiär på ett flertal svenska orter den 6 oktober 2006. Den har ännu inte haft utländsk premiär.

## Handling
Niklas och Maja var ett par på gymnasiet. När de är i 25-årsåldern träffas de igen, men något är i vägen för en återförening.

## Rollista (urval)
- Johan Hallström – Niklas
- Noomi Rapace – Maja
- Saga Gärde – Josefin
- Cecilia Häll – Anna
- Andreas Karoliussen – Niklas lillebror
- Martin Wallström – Studenten Jens
- Catherine Jeppsson – Niklas mamma
- Elin Ahlberg – Lillbrorsans flickvän
- Alexander Karim – Annas kille Steve

## Musik i filmen
- "I Don't Sleep Well" – Hello Saferide (introlåt)